# سعد عبد المجيد الفيصل

بطاقة سعد عبد المجيد الفيصل ضمن مجموعة أوراق اللعب لأهم المطلوبين العراقيين.

سعد عبد المجيد فيصل ياسين الناصري التكريتي (1944 - 15 نيسان 2021) هو سياسي ودبلوماسي عراقي، وأحد ابرز القادة العراقيين أيام نظام حزب البعث وهو أحد الضباط الذين قادوا الانقلاب العسكري عام 1968 والذي أوصل حزب البعث إلى الحكم.
وضعته قوات الاحتلال الأمريكي على قائمة العراقيين المطلوبين الخمسة والخمسين حيث شغل عدة مناصب أغلبها في السلك الدبلوماسي والعمل الحزبي، فقد عين قنصلا في إيران ثم سفيراً في الإمارات والاتحاد السوفيتي ومسؤولا عن تنظيمات البعث في شرق أوروبا وكذلك وكيلا أقدم لوزير الخارجية (مساعد لوزير الخارجية) وعضوا في القيادة القطرية ومديرا لمكتب أمانة سر القيادة القومية ورئيسا لهيئة المغتربين.
كان آخر منصب له مسؤول مكتب حزب البعث في محافظة صلاح الدين، اعتقل بتاريخ 24 أيار 2003، أفرج عنه في 18 كانون الأول 2005، وغادر العراق بعد إطلاق سراحه.
في عام 2017، أقر مجلس النواب العراقي قانونا ينص على مصادرة الأموال المنقولة وغير المنقولة لكل من صدام حسين وزوجاته وأولاده وأحفاده وأقربائه حتى الدرجة الثانية ووكلائهم ومصادرة أموال قائمة من 52 من أركان النظام السابق من بينهم سعد عبد المجيد الفيصل.